# Sternidius mimeticus
Sternidius mimeticus là một loài bọ cánh cứng trong họ Cerambycidae.